# هانسپل
هانسپل (انگلیسی: Hunspell) یا نرم‌افزار و کتابخانهٔ و غلط‌یاب و صرف برای زبان‌ها با مورفولوژی غنی و ترکیب و کدبندی نویسه است، که در اصل برای زبان مجاری طراحی شده‌است. هانسپل مبتنی بر مای‌اسپل است و سازگاری عقبرو با کتابخانه مای‌اسپل دارد. در حالی که مای‌اسپل از یک کدگذاری single byte character استفاده می‌کند، هانسپل توانایی کار کردن با یونی‌کد یوتی‌اف-۸ را دارد.

## کاربردها
پروژه‌هایی که از هانسپل به عنوان غلط‌یاب اصلیشان استفاده کرده‌اند عبارتند از:
- لیبره‌آفیس[۲]
- اوپن‌آفیس. اوآرجی[۲]
- Mozilla Firefox 3[۲]
- موزیلا تاندربرد[۲]
- گوگل کروم[۲]
- اسکربس[۳]
- نرم‌افزارهای تجاری:
  - مک‌اواس[۲]
  - ادوبی این‌دیزاین[۲]
  - memoQ[۲]
  - اپرا (مرورگر وب)[۲]
  - SDL Trados[۲]
  - کوارک اکسپرس[۴]
  - GroupWise[۵]

## مجوز
هانسپل یک نرم‌افزار آزاداست و تحت پروانه عمومی همگانی گنو، گنو ال‌جی‌پی‌ال و پروانه همگانی موزیلا tri-license توسعه می‌یابد.